# قطعنامه ۱۵۴۲ شورای امنیت
قطعنامه  ۱۵۴۲ شورای امنیت سازمان ملل متحد که در تاریخ ۳۰ آوریل ۲۰۰۴ تصویب شد، سندی بین‌المللی دربارهٔ بررسی وضعیت در هائیتی است. این قطعنامه طی نشست ۴۹۶۱ام با ۱۵ رای موافق، ۰ مخالف و ۰ ممتنع تصویب شد.